# Predajnianska slatina
Predajnianska slatina este o arie protejată (arie specială de conservare — SAC, sit de importanță comunitară — SCI) din Slovacia întinsă pe o suprafață de 19,69 ha, integral pe uscat.

## Localizare
Centrul sitului Predajnianska slatina este situat la coordonatele 48°48′34″N 19°29′06″E / 48.809344°N 19.485138°E.

## Înființare
Situl Predajnianska slatina a fost declarat sit de importanță comunitară în septembrie 2015 pentru a proteja 1 specie de animale. Situl a fost protejat și ca arie specială de conservare în octombrie 2017.

## Biodiversitate
Situată în ecoregiunea alpină, aria protejată conține 3 habitate naturale: Mlaștini alcaline, Liziere de ierburi înalte hidrofile de câmpie și de nivel montan până la alpin, Păduri aluvionare cu Alnus glutinosa și Fraxinus excelsior (Alno-Padion, Alnion incanae, Salicion albae).
La baza desemnării sitului se află o specie protejată de  amfibieni: izvoraș-cu-burta-galbenă (Bombina variegata).